# Metternicher Schanze

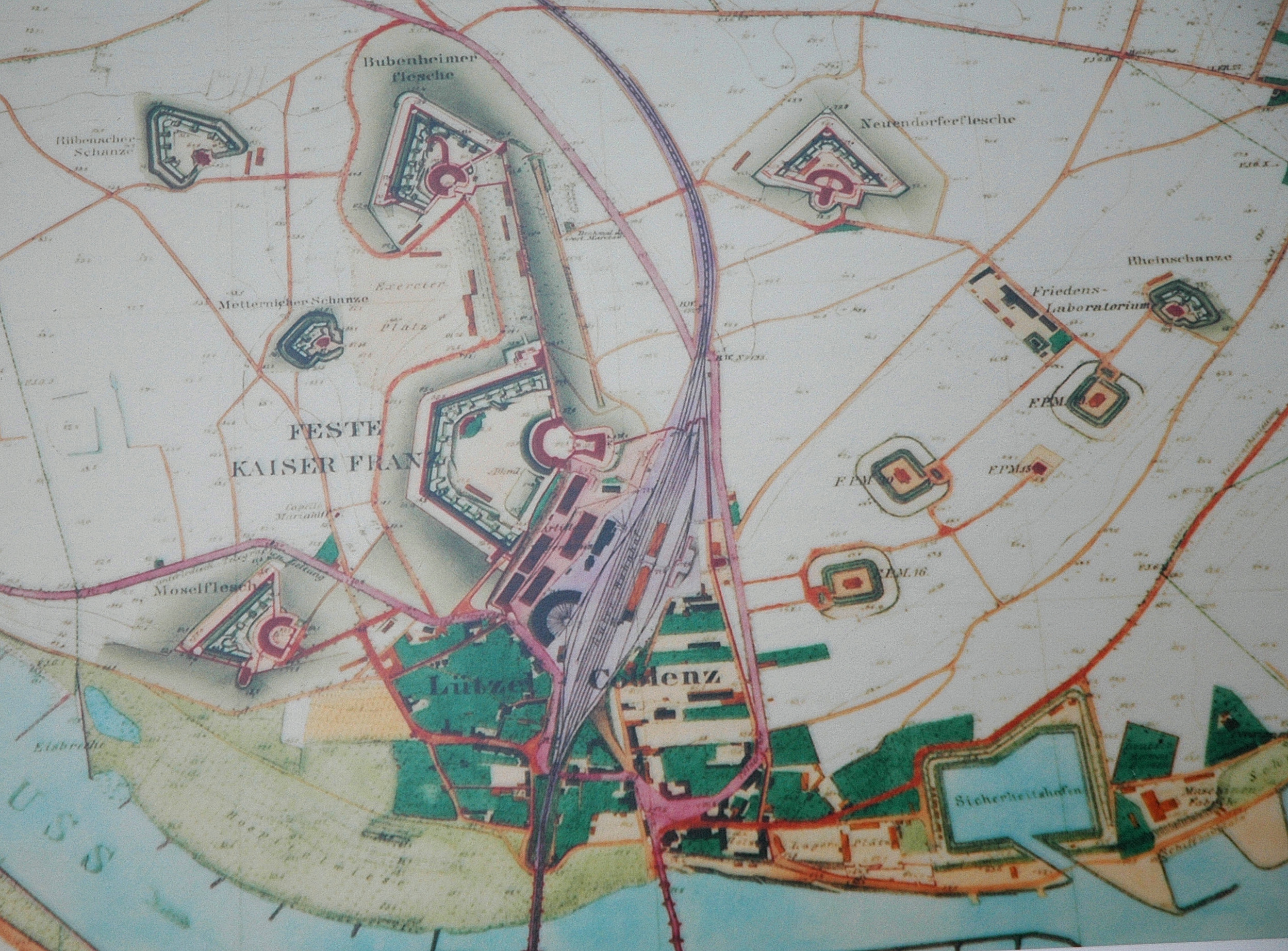
Das System Feste Kaiser Franz in den 1880er Jahren

Die Metternicher Schanze war Teil der preußischen Festung Koblenz und gehörte zum System Feste Kaiser Franz. Von der 1820 im heutigen Koblenzer Stadtteil Lützel fertiggestellten Schanze sind nach der Schleifung 1920 keine Reste erhalten geblieben. Sie ist nach dem benachbarten Stadtteil Metternich benannt.

## Geschichte
Die Metternichter Schanze geht zurück auf ein 1820 im Nordwesten der Feste Kaiser Franz errichtetes Pulvermagazin, das 1830/1831 zu einem eigenständigen Festungswerk ausgebaut wurde.
Im Jahr 1890 zusammen mit dem System Feste Kaiser Franz aufgelassen, musste die Schanze nach dem Ersten Weltkrieg gemäß den Bestimmungen des Artikels 180 des Versailler Vertrags entfestigt werden. Vorgesehen war nur die Sprengung des Kriegspulvermagazins, während das Blockhaus der Schanze erhalten bleiben sollte. Die Sprengarbeiten waren am 28. Oktober 1922 abgeschlossen. 
Die Stadt Koblenz plante für die ehemaligen Festungswerke auf dem Petersberg die Anlage von Erholungsstätten für die Lützeler Bevölkerung. Für die Metternicher Schanze war laut einem Plan des städtischen Gartenamts von 1921 die Anlage eines Spielplatzes und die Einrichtung eines Kinderheims im ehemaligen Blockhaus vorgesehen. Dieses musste allerdings schon 1922 abgerissen werden, da es durch Diebstähle erheblich beschädigt worden war. Im Zuge dieser Arbeiten wurde ebenfalls die Sprengstelle des Pulvermagazins begradigt. Am 1. Januar 1934 ging die Liegenschaft zusammen mit der benachbarten Rübenacher Schanze in den Besitz der Stadt Koblenz über. Diese ließ das Gelände ab Juli 1932 durch den Freiwilligen Arbeitsdienst einebnen und für die Anlage von Kleingärten vorbereiten.
Heute verläuft die Trasse der B 9 über das Gelände der ehemaligen Schanze. Reste der Festungsanlage sind nicht mehr vorhanden.